# 香椎由宇
香椎 由宇（かしい ゆう、1987年2月16日 - ）は、日本の女優。本名、小田切 悠子（おだぎり ゆうこ）。旧姓、香椎。夫は俳優のオダギリジョー。
神奈川県綾瀬市出身。ホリプロ所属。日出高等学校、目白大学外国語学部英米語学科卒業。身長164cm。血液型O型。

## 来歴
2001年、雑誌『mc Sister』のモデルとしてデビュー。その後は女優としても活動し、日本リーバ（現：ユニリーバ・ジャパン）の「ポンズダブルホワイト」のCMで注目される。
2005年、『ローレライ』で映画デビュー。同年公開の『リンダ リンダ リンダ』では、第29回山路ふみ子映画賞新人女優賞受賞。
2007年4月から7月まで、大学のカリキュラムの関係でカナダで3ヵ月間の語学留学研修のため、芸能活動を休止。同年10月日本テレビ放送のテレビドラマ『有閑倶楽部』で復帰した。
同年12月27日、俳優のオダギリジョーとの結婚を発表し2人で結婚会見を行った。翌2008年、自身の21歳の誕生日でありオダギリの32歳の誕生日でもある2月16日に婚姻届を提出した。
2010年9月5日に第1子の妊娠が報道され、2011年2月8日に第1子の男児を出産したと所属事務所が発表した。
2013年10月31日、第2子を妊娠し5か月目であることと、これによる体調不良のためレギュラー出演中のテレビドラマ『クロコーチ』（TBS）を降板することが発表された。2014年4月に第2子となる次男を出産。しかし次男は、2015年4月20日に絞扼性イレウスのため1歳で亡くなった。出演が予定されていたドラマ『恋愛時代』（読売テレビ・日本テレビ系）は、降板が決定した。
2016年8月22日、第3子となる三男を出産したことを所属事務所が発表。
2021年9月17日、夫であるオダギリが出演し、演出・脚本も手掛けたテレビドラマ『オリバーな犬、 (Gosh!!) このヤロウ』（NHK）第1話に占い師役でゲスト出演。香椎がテレビドラマに出演するのは、2014年12月に放送された『きょうは会社休みます。』（日本テレビ）第8話以来、およそ6年9か月ぶりである。
2022年4月18日スタートの『恋なんて、本気でやってどうするの?』（関西テレビ・フジテレビ系）で、『クロコーチ』以来約8年半ぶりに連続ドラマレギュラー出演に復帰。

## 人物
- 小学校6年間をシンガポール日本人学校で過ごした帰国子女である[13]。
- 16歳の時に2級小型船舶免許を取得している。
- 上野樹里は高校の同級生。
- カメラが趣味で一眼レフカメラ『ニコンFM』を使用している。これは以前祖父が使用していたのを譲り受けたものである。仕事で使用するのはSONYのデジタル一眼レフカメラ『α350』が多い。また、漫画が大好きで毎日のように漫画喫茶に通っていたこともある。他にバイクいじり、ドライブ、散歩、音楽鑑賞、映画鑑賞なども趣味としている。
- プライベートでのファッションは動きやすい服が多く、ボトムスはほとんどパンツ派[14]。ストールを好んで巻いている[14]。
- 女優の沢尻エリカは親友である。
- 好きなスポーツは水泳、ソフトボール、テニス。

## 主な出演

### 映画
- ローレライ（2005年、東宝） - パウラ・アツコ・エブナー 役
- リンダ リンダ リンダ（2005年、ビターズ・エンド） - 立花恵 役
- ホールドアップダウン（2005年、ジェイ・ストーム） - 赤井凛子 役
- 大停電の夜に（2005年、アスミック・エース） - 梶原麻衣子 役
- 真昼ノ星空（2006年、スローラーナー） - サヤ 役 ※製作は2004年・映画デビュー作
- デスノート 前編（2006年、ワーナー・ブラザース映画） - 秋野詩織 役
- パビリオン山椒魚（2006年、東京テアトル） - 二宮あづき 役
- ユメ十夜 「第三夜」（2007年、日活） - 夏目鏡子 役
- 黄色い涙（2007年、ジェイ・ストーム） - 時江 役
- 真夜中のマーチ（2007年、チェイスフィルム） - 黒川千恵 役
- 252 生存者あり（2008年、ワーナー・ブラザース映画） - 海野咲 役
- 釣りキチ三平（2009年、東映） - 三平愛子 役
- 掌の小説（2010年3月、エースデュース）・第4話「不死」 - みさ子 役
- ボックス!（2010年5月22日公開、東宝） - 高津耀子 役
- ワラライフ!!（2011年1月、ファントム・フィルム） - 綾城まり 役
- 劇場版 SPEC〜結〜 漸ノ篇（2013年11月1日、東宝） - 城旭斎浄海 役
- 大人ドロップ（2014年4月4日）
- THE オリバーな犬、 (Gosh!!) このヤロウ MOVIE（2025年9月26日公開予定、エイベックス・フィルムレーベルズ） - 占い師 役[15][16]
- 顔のない街（公開日未定、東宝） - レイ院長 役[17]

### 短編映画
- 美人の多い料理店（2013年、NHK / NHKエンタープライズ）[18][19]

### テレビドラマ
- きまずっ! 第1話「ピクニック」（2003年、フジテレビ）
- WATER BOYS（2003年7月 - 9月、フジテレビ） - 花村響子 役
- 天国へのカレンダー（2005年5月20日、フジテレビ） - 橋本千尋 役
- 女系家族（2005年7月 - 9月、TBS） - 矢島雛子 役
- WATER BOYS 2005夏（2005年8月19・20日、フジテレビ） - 花村響子 役
- マイ☆ボス マイ☆ヒーロー（2006年7月 - 9月、日本テレビ） - 南百合子 役
- 私の頭の中の消しゴム アナザーレター（2006年8月、GyaO・WEB配信） - 宮下紗季 役
- 熟年結婚 -妻への詫び状-（2006年、テレビ東京） - 篠田美紀 役
- 東京タワー 〜オカンとボクと、時々、オトン〜（2007年1月 - 3月、フジテレビ） - 佐々木まなみ 役
- セクシーボイスアンドロボ 第3話（2007年4月24日、日本テレビ） - お歯黒女（山野月子） 役
- 有閑倶楽部（2007年10月 - 12月、日本テレビ） - 白鹿野梨子 役
- 名探偵コナンドラマスペシャル第2弾「工藤新一の復活! 黒の組織との対決」（2007年12月17日、日本テレビ） - 宮野志保（シェリー） 役
- イノセント・ラヴ（2008年10月 - 12月、フジテレビ） - 桜井美月 役
- 我はゴッホになる! 〜愛を彫った男・棟方志功とその妻〜（2008年10月25日、フジテレビ） - 妻・チヤ 役
- 252 生存者あり episode. ZERO（2008年12月5日、日本テレビ） - 海野咲 役
- 血液型別 オンナが結婚する方法♪（O型オンナ編）（2009年2月25日、フジテレビ） - 春川幸恵 役
- 名探偵の掟（2009年4月 - 6月、テレビ朝日） - 藤井茉奈 役
- 赤鼻のセンセイ（2009年7月 - 9月、日本テレビ）- 七瀬遥華 役
- 恋のから騒ぎ〜Love StoriesVI〜「教祖と呼ばれた女」（2009年9月25日、日本テレビ）
- 土曜日はリビングで（2010年7月3日、WOWOW）
- モリのアサガオ（2010年10月 - 12月、テレビ東京） - 沢崎麻美 役
- 走馬灯株式会社（2012年7月 - 9月、TBS） - 神沼 役
- 遅咲きのヒマワリ〜ボクの人生、リニューアル〜（2012年10月 - 12月、フジテレビ） - 森下彩花 役
- 信長のシェフ（2013年1月 - 3月、テレビ朝日） - 謎の女（瑤子） 役
- ガリレオ 第2シーズン 第七章「偽装う」（2013年5月27日、フジテレビ） - 小島結衣 役
- クロコーチ（2013年10月 - 12月、TBS） - 澤眞智子 役
- きょうは会社休みます。 第8話（2014年12月3日、日本テレビ） - 戸崎啓子 役
- オリバーな犬、 (Gosh!!) このヤロウ 第1話（2021年9月17日、NHK総合） - 占い師 役[20]
- 恋なんて、本気でやってどうするの?（2022年4月18日 - 6月20日、関西テレビ・フジテレビ系） - 中川岬希 役[12]
- ノンレムの窓 2023・新春 第3話「大人になってからの友達作り」（2023年1月7日、日本テレビ）[21]
- Dr.チョコレート 第3話 - 第5話・第7話 - 最終話（2023年5月6日 - 5月20日・6月3日 - 6月24日、日本テレビ） - 北澤睦美 役[22]
- イップス 第4話（2024年5月3日、フジテレビ） - 金町環奈 役[23]

### その他のテレビ番組
- 音遊人（2005年10月 - 2006年3月、テレビ東京）
- ナンバーワンTV 水曜パーソナリティ（2005年6月 - 2006年6月、MUSIC ON! TV）
- 感動地球スペシャル 伝説の白きライオンを求めて アフリカ国境なき動物の楽園（2007年3月3日、テレビ静岡）
- 香椎由宇20歳、大阪着。〜東京タワーから通天閣へ〜（2007年4月17日、関西テレビ）
- 香椎由宇・雑貨大国ベトナムの一週間（2007年9月18日、NHKハイビジョン）
- エチカの鏡〜ココロにキクテレビ〜（2008年10月26日、フジテレビ）ナビゲーター 役
- VACANCESスペシャル 「香椎由宇と行く…今すぐ叶う世界一周の旅」(2009年11月23日、TBS)
- プロジェクト・カシイユウ（2010年4月5日、日本テレビ）
- アナザースカイ（2010年5月21日、日本テレビ）
- 実録 死刑囚と刑務官 （2010年10月11日、テレビ東京）ナレーション
- Google Pixel Presents ANOTHER SKY（2025年8月9日、日本テレビ）：訪問地 - シンガポール[24]

### CM
- 日本リーバ「ポンズダブルホワイト」（2002年3月 - 2003年3月）
- ロッテ「紗々」（2004年）
- パルコ「PARCOカード」（2006年）
- 花王ソフィーナ
  - 「HADA-KA」（2006年）
  - 「レイシャス」（2006年）
- CMのCMキャンペーン『すっとこどっこい』編（2006年）
- 東京都知事選挙イメージキャラクター（2007年）
- ダイドー「MIUピュアウォーター」（2007年）
- SONY「サイバーショット」（2007年）
- ユニクロ「フリース」『女ともだち』篇（2007年）
- SONY「α350」（2008年）
- 大塚製薬「カロリーメイト」『そこはもっとかないと。「OLの朝」』編（2008年）
- キリンビール「のどごし<生>」（2009年3月 - 2010年）
- 花王アジエンス（2009年3月 - 2011年1月）
- ジーユー（2015年 - 2016年）
  - 『最近のオシャレ』編・『スマホで何でも買える』編・『ゆるキレって何？』編[25]
  - 『マルシェ』篇（2016年3月7日 - ）[26]

### ラジオ
- SCHOOL OF LOCK! 香椎由宇のGIRLS LOCKS! 一週目担当（2005年10月 - 2006年9月、JFN・TOKYO FM）
- GIRLS LOCKS!SUNDAY（2006年10月 - 2007年3月、JFN・TOKYO FM)

### PV
- DREAMS COME TRUE「カノン」
- コブクロ「雪の降らない街」
- nobodyknows+「メバエ」 - ウルトラマンと共演
- クリープハイプ「幽霊失格」[27]

### ゲーム
- GENJI（静御前の声）

### DVD
- クレメンティでお買いもの（2005年4月27日、ポニーキャニオン）
- 香椎由宇20歳、大阪着。〜東京タワーから通天閣へ〜（2007年12月19日、ポニーキャニオン）
- 香椎由宇のアフリカ〜伝説の白きライオンを求めて〜（2008年1月16日、ポニーキャニオン）

### インターネット放送
- とっても甘いの〜C'EST TRES DOUX〜（2009年5月、Bee TV） - 主演・田中実花 役
- 恋マジのウラ撮っちゃって、どうするの?（2022年4月18日 - 、GYAO!） - 中川岬希 役

## 書籍

### 写真集
- you（2005年2月28日、リトルモア、撮影：大橋仁）ISBN 4898151477

### 雑誌連載
- BARFOUT!「どうぞごゆるりと...」（2007年3月、ティー・シー・アール・シー）

### 著書
- パリ本（2009年10月1日、講談社）ISBN 978-4062157773

### その他
- fussa『きもの手帖―アンティーク着物を自分らしく着こなす』（2004年11月、雄鶏社）ISBN 4-277-72231-8 ※モデルとして参加

## 音楽
- 「パーランマウム」（2005年、ユニバーサルミュージック） - 映画『リンダ リンダ リンダ』劇中のバンド「PARANMAUM」名義